# Междущатска магистрала 20
Междущатска магистрала 20 (Interstate 20, съкратено I-20) е междущатска магистрала в югоизточните Съединени щати. Дълга е 1539,38 мили (2477,39 km). Преминава през шест щата. Пресича седем главни междущатски магистрали север-юг.
| Щат           | мили   | км      |
| ------------- | ------ | ------- |
| Тексас        | 636,08 | 1023,67 |
| Луизиана      | 189,87 | 305,57  |
| Мисисипи      | 154,61 | 248,82  |
| Алабама       | 214,7  | 345,5   |
| Джорджия      | 202,61 | 326,07  |
| Южна Каролина | 141,51 | 227,74  |
| Общо          | 1539,4 | 2477,4  |

|  | Тази страница частично или изцяло представлява превод на страницата Interstate 20 в Уикипедия на английски. Оригиналният текст, както и този превод, са защитени от Лиценза „Криейтив Комънс – Признание – Споделяне на споделеното“, а за съдържание, създадено преди юни 2009 година – от Лиценза за свободна документация на ГНУ. Прегледайте историята на редакциите на оригиналната страница, както и на преводната страница, за да видите списъка на съавторите. ВАЖНО: Този шаблон се отнася единствено до авторските права върху съдържанието на статията. Добавянето му не отменя изискването да се посочват конкретни източници на твърденията, които да бъдат благонадеждни. |